# Biografielijst Tu

## Tua
- Gabriel Tual (1998), Frans atleet
- Yi-Fu Tuan (1930-2022), Chinees- Amerikaans geograaf

## Tub
- Barry Tubb (1963), Amerikaans acteur, filmregisseur, filmproducent en scenarioschrijver
- Eduard Tubin (1905-1982), Estisch componist

## Tuc

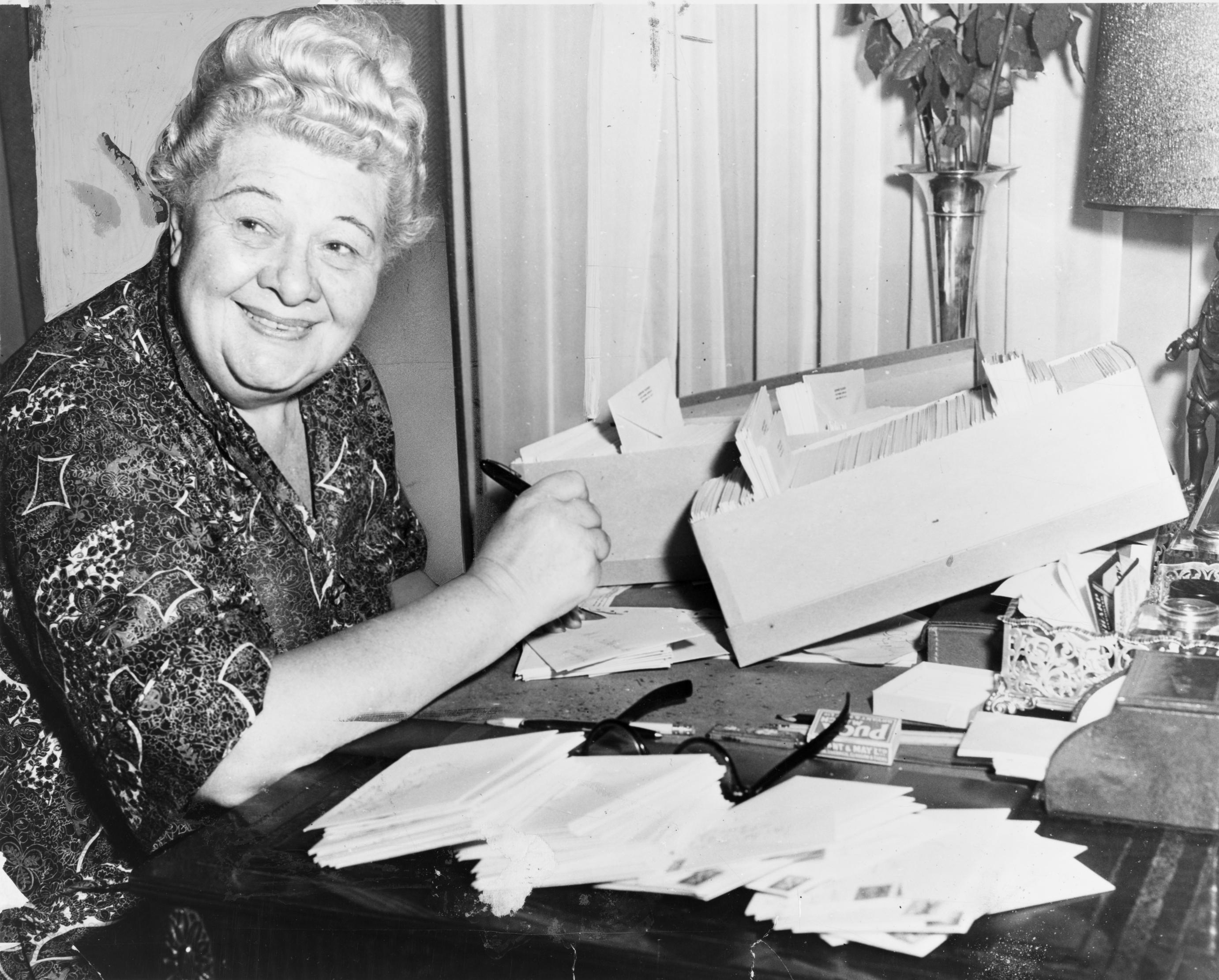
Sophie Tucker

- Flower Tucci (1981), Amerikaans pornoactrice
- Roberto Tucci (1921), Italiaans kardinaal
- Barbara Tuchman (1912-1989), Amerikaans historica
- Kurt Tucholsky (1890-1935), Duits schrijver, columnist en journalist
- Jessica Tuck (1963), Amerikaans actrice
- Chris Tucker (1971), Amerikaans acteur en komiek
- Karla Faye Tucker (1959-1998), Amerikaans crimineel
- Sophie Tucker (1887-1966), Amerikaans entertainer

## Tud

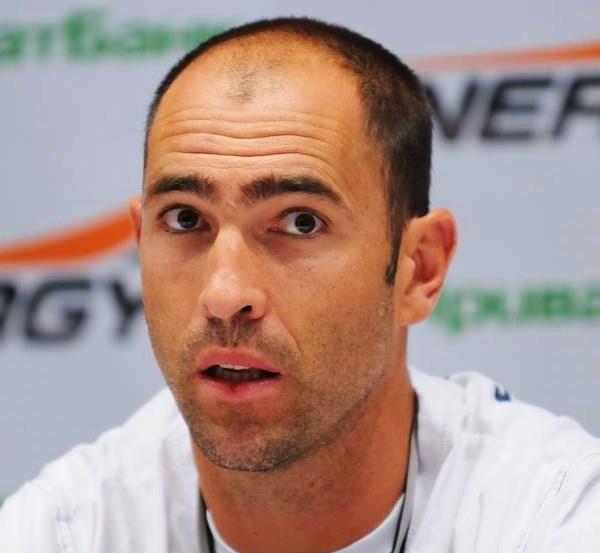
Igor Tudor

- Igor Tudor (1978), Kroatisch voetballer en voetbaltrainer
- Lukas Tudor (1969), Chileens voetballer

## Tue
- Jozef Jan Tuerlinckx (1809-1873), Belgisch kunstschilder en graveur

## Tuf
- Mestawet Tufa (1983), Ethiopisch atlete
- Tigist Tufa (1987), Ethiopisch atlete
- Nouata Tufoua, Tokelau-eilands politicus

## Tui
- Pio Tuia (1943), Tokelau-eilands premier
- Liesbeth Tuijnman (1943), Nederlands politica en fotografe
- Dick Tuinder (1963), Nederlands filmregisseur
- Gijs Tuinman (1979), Nederlands militair
- Peter Tuinman (1947), Nederlands acteur
- Vrouwkje Tuinman (1974), Nederlands columniste, journaliste, dichteres en schrijfster
- Klaas Tuinstra (1945-2022), Nederlands politicus
- Bram Tuinzing (1948-2024), Nederlands roeier

## Tuk
- Amel Tuka (1991), Bosnisch atleet
- Jan Groen Tukker (1894-1971), Nederlands bestuurder
- Ulrich Tukur (1957), Duits acteur en muzikant

## Tul
- André Tulard (1899-1967), Frans burgerlijk bestuurder en politie-inspecteur
- Jethro Tull (1674-1741), Engels landbouwwetenschapper
- Jan Tullemans (1924-2011), Nederlands kunstschilder
- Alwien Tulner (1970), Zuid-Afrikaans-Nederlands actrice
- Lukas Tulovic (2000), Duits motorcoureur
- Sybren Tulp (1891-1942), Nederlands militair en hoofdcommissaris van politie
- Derartu Tulu (1972), Ethiopisch atlete

## Tum
- Eelkje Tuma (1966), Nederlands-Fries schrijfster
- Ayhan Tumani (1971), Turks-Duits voetballer
- Michael Tumi (1990), Italiaans atleet
- Thomas Tumler (1989), Zwitsers alpineskiër
- Nic. Tummers (1928-2020), Nederlands kunstenaar, architect en politicus

## Tun
- Dire Tune (1985), Ethiopisch atlete
- Óscar Tunjo (1996), Colombiaans autocoureur
- Lieja Tunks-Koeman (1976), Nederlands-Canadees atlete
- Guy Tunmer (1948-1999), Zuid-Afrikaans autocoureur
- John Tunstall (1853-1878), Brits veehouder
- KT Tunstall (1975), Schots zangeres en songwriter

## Tup
- Earl Tupper (1907-1983), Amerikaans uitvinder
- James Tupper (1965), Canadees acteur en scenarioschrijver

## Tur

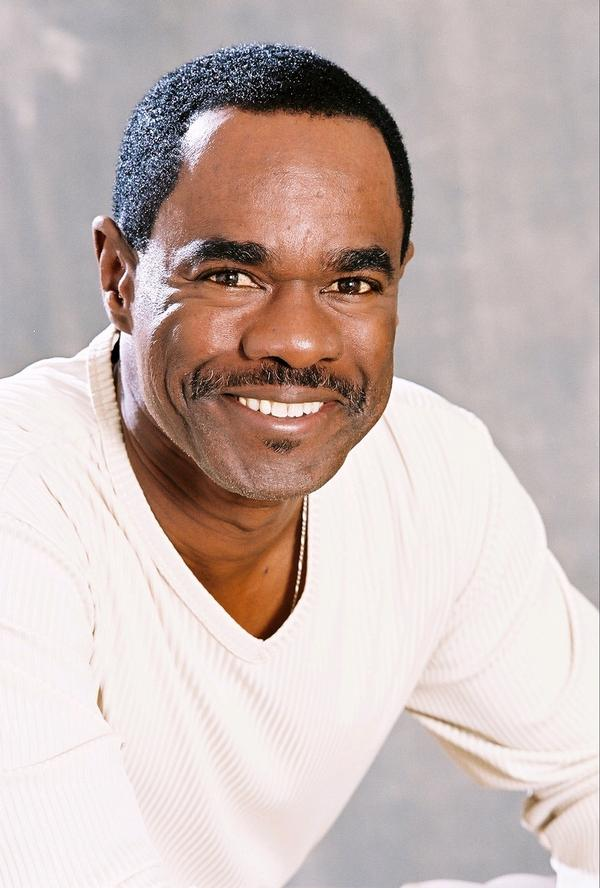
Glynn Turman, 2007

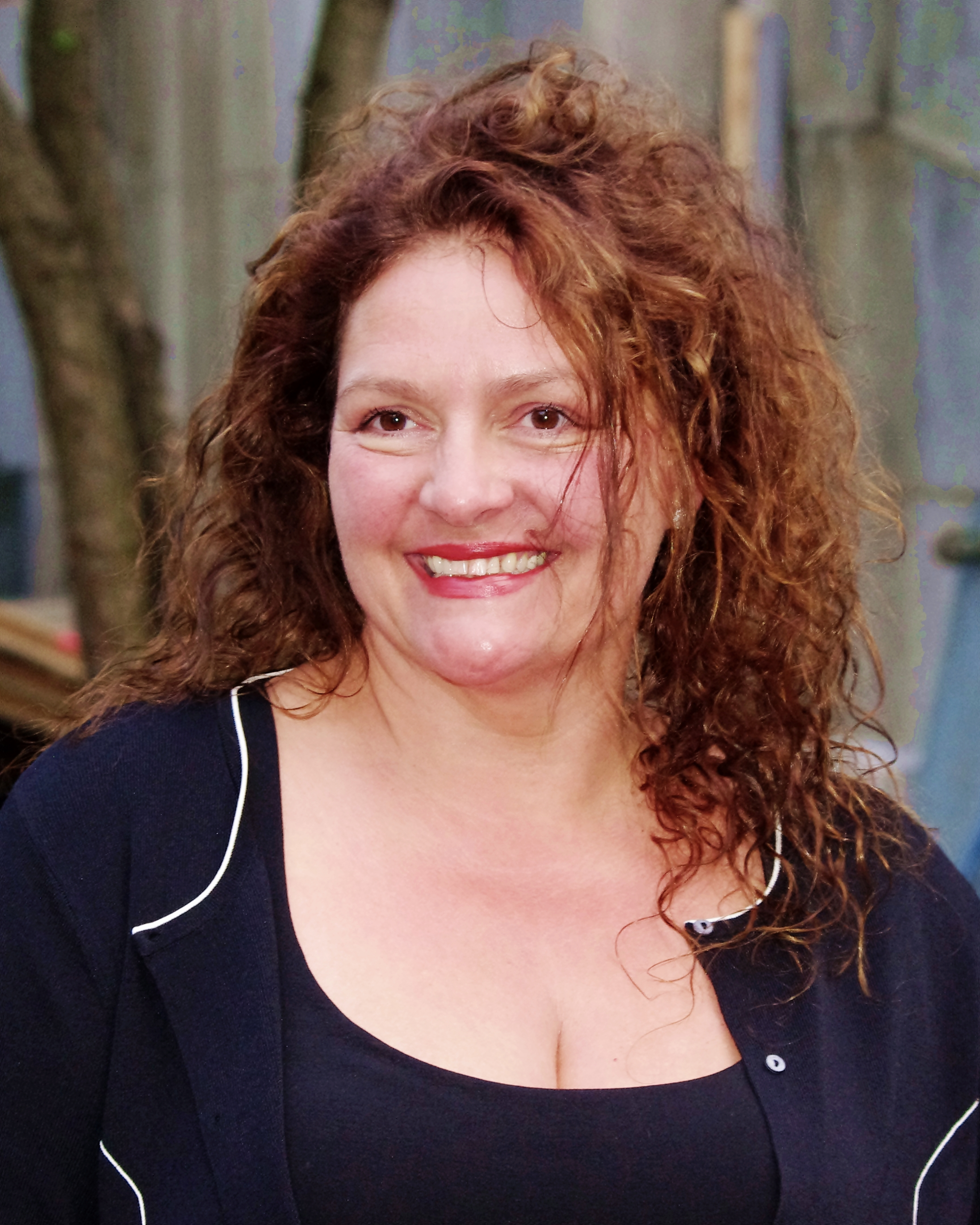
Aida Turturro, 2012

- Arda Turan (1987), Turks voetballer
- Ryszard Turbiasz (1953), Belgisch acteur
- Paige Turco (1965), Amerikaans actrice
- Frits van Turenhout (1913-2004), Nederlands programmamaker en zanger
- Ivan Turina (1980-2013), Kroatisch voetbaldoelman
- Alan Turing (1912-1954), Brits wiskundige en informaticapionier
- Willy den Turk (1908-1937), Nederlands zwemster
- Oğuzhan Türk (1986), Nederlands voetballer
- Joe Turkel (1927-2022), Amerikaans acteur
- Kubilay Türkyilmaz (1967), Zwitsers voetballer
- Michel Turler (1944-2010), Zwitsers ijshockeyspeler
- Glynn Turman (1947), Amerikaans acteur en filmregisseur
- Alex Turner (1986), Brits zanger en gitarist
- Andy Turner (1980), Brits atleet
- Big Joe Turner (1911-1985), Amerikaans blueszanger
- Darren Turner (1974), Brits autocoureur
- Eva Turner (1898-1990), Brits sopraan
- Francis John Turner (1904-1985), Nieuw-Zeelands geoloog
- Frantz Turner, Amerikaans acteur
- Ike Turner (1931-2007), Amerikaans musicus
- Jack Turner (1920-2004), Amerikaans autocoureur
- John Turner (1929-2020), Canadees politicus
- Janine Turner (1962), Amerikaans actrice
- Kathleen Turner (1954), Amerikaans actrice
- Lana Turner (1921-1995), Amerikaans actrice
- Sophie Turner (1980), Australisch model en actrice
- Sophie Turner (1996), Engels actrice
- Ted Turner (1938), Amerikaans mediamagnaat
- Thomas Turner (1729-1793), Brits dagboekschrijver
- Tina Turner (1939-2023), Amerikaans zangeres
- Victor Turner (1920-1983), Schots cultureel antropoloog
- Yaacov Turner (1935), Israëlisch politicus en piloot
- William Turner (1775-1851), Engels schilder
- Kaya Turski (1988), Canadees freestyleskiester
- Marian Turski (1926-2025), geboren als Moshe Turbowicz, Pools historicus, journalist en Holocaustoverlevende
- Annemie Turtelboom (1967), Belgisch politica
- Aida Turturro (1962), Amerikaans actrice
- Emilie Turunen (1984), Deens politica
- Oliver Turvey (1987), Brits autocoureur

## Tus
- Mathéo Tuscher (1996), Zwitsers-Frans autocoureur
- Abraham Tuschinski (1886-1942), Nederlands bioscoopexploitant
- Marie Tussaud (1761-1850), Frans wassenbeeldenartieste
- Gerard Tusveld (1928-2008), Nederlands sportbestuurder en accountant

## Tut
- Ann Tuts (1964), Belgisch actrice
- Jan Tuttel (1943-2006), Drents-Nederlands natuuractivist, columnist, publicist en tv-presentator/programmamaker
- Hiram Tuttle (1882-1956), Amerikaans ruiter
- Desmond Tutu (1931-2021), Zuid-Afrikaans bisschop en anti-apartheidsactivist
- Frans Tutuhatunewa (1923-2016), Zuid-Moluks-Nederlands arts en politicus
- Isaac Tutumlu (1985), Spaans autocoureur

## Tuu
- Niki Tuuli (1995), Fins motorcoureur
- Tinielu Tuumuli, Tokelau-eilands politicus
- Erkki-Sven Tüür (1959), Estisch componist
- Regilio Tuur (1967), Nederlands-Surinaams bokser